# Ce qu'il advint du sauvage blanc
Ce qu'il advint du sauvage blanc est un roman de François Garde publié le 12 janvier 2012 aux éditions Gallimard. Il obtient la même année le prix Goncourt du premier roman, le grand prix Jean-Giono et le prix Amerigo-Vespucci.

## Historique
Ce livre est inspiré d'une histoire vraie, celle de Narcisse Pelletier, un marin vendéen abandonné sur une île pendant dix-sept ans, et revenu en France en 1861.

## Résumé
Au milieu du XIXe siècle, un jeune matelot français, Narcisse Pelletier, âgé de dix-huit ans, se retrouve abandonné sur une côte sèche et inhabitée du nord de l'Australie. Après quelques jours, alors qu'il est sur le point de mourir de soif et de faim, il rencontre une vieille femme aborigène qui le nourrit. Petit à petit, il est intégré à sa tribu et restera dix-sept années avec eux, jusqu'à ce qu'un navire anglais le retrouve. Les marins le ramènent au gouvernement d'Australie, où il rencontre Octave de Vallombrun, membre de la société française de géographie, qui est fasciné par cet homme revenu à l'état sauvage et ayant oublié sa langue. Octave prend sous son aile le « sauvage blanc », il lui réapprend la langue française et les mœurs civilisées. Leur relation amicale évolue au fil du temps.

## Personnages
- Narcisse Pelletier : c'est un jeune matelot français, venant d'une famille pauvre de cordonniers vendéens. Il a dix-huit ans quand la goélette Saint-Paul l'abandonne sur les côtes désertes du nord de l'Australie. Il va vivre pendant dix-sept ans avec les aborigènes qui le recueillent, jusqu'à son retour à la civilisation.
- Octave de Vallombrun : membre de la société française de géographie, n'ayant jamais pu être explorateur, il est issu d'une famille noble et riche. Octave est fasciné par Narcisse, il s'en occupe et veut l'étudier.

La relation entre les deux personnages évolue : elle est un peu froide au début car Narcisse ne parle pas (plus) la même langue qu'Octave qui a des difficultés à obtenir des informations sur ce qu'il a vécu. Avec le temps, ils deviennent plus proches car Narcisse parle à nouveau un peu français ; Vallombrun est même prêt à financer des expéditions en Australie pour retrouver la descendance de Narcisse. Cependant, celui-ci supporte mal les questions incessantes qu'on lui pose. On assiste finalement à une dispute qui les séparera définitivement.

## Prix et distinctions
- Prix Goncourt du premier roman 2012
- Grand prix Jean-Giono 2012[1]
- Prix Amerigo-Vespucci 2012[2]
- Prix littéraire Québec-France Marie-Claire-Blais 2014

## Critiques de la description des aborigènes
Bien que son roman décrive l'accueil de Narcisse Pelletier par une tribu aborigène, François Garde a déclaré n'avoir pas fait de recherches sur la tribu en question et laissé parler son imagination sur le sujet : « Pour le roman, je n’ai pas voulu me documenter. Mes sauvages ne sont pas vrais » ; « J’aurais pu faire des recherches dans les archives, l’histoire orale, étudier l’ethnologie des aborigènes du nord-ouest de l’Australie. Mais cette méthode eut certainement étouffé mon imaginaire. » Il précise aussi qu'il ne considère pas que le sujet de son roman soit les aborigènes mais plutôt la vision anthropologique du XIXe siècle : « Le roman ne traite pas des Aborigènes, il évoque le regard occidental sur les cultures lointaines. Les caractéristiques de la tribu évoquée dans le roman empruntent à divers peuples du Pacifique, ou plutôt aux grands noms de l’ethnologie du Pacifique. […] La vérité de cette histoire n’est pas celle d’une enquête anthropologique, elle est dans l’incapacité du XIXe siècle – voire au-delà – de penser la différence des cultures. »
Son approche a cependant été critiquée par l'Australienne Stephanie Anderson, traductrice et éditrice du récit Chez les Sauvages : dix-sept ans de la vie d'un mousse vendéen dans une tribu cannibale (1858-1875) publié par Constant Merland au XIXe siècle et racontant le passé de Narcisse Pelletier. Dans deux lettres ouvertes, elle s'indigne de la description anthropologique proposée par Garde. Pour elle, le succès du roman révèle que « les vieux stéréotypes sur les Aborigènes d’Australie sont encore bien vivant dans le monde littéraire français » et elle évoque « une fantaisie qui se révèle cumuler les pires des clichés possibles sur les Aborigènes tels qu’on pouvait les lire en Europe au XIXe siècle. » Elle a connaissance des arguments de l'auteur sur sa non-documentation mais perçoit tout de même son travail comme problématique : « Bien que Garde prenne soin dans ses entretiens d’insister sur le fait que sa « tribu » est fictionnelle, il la situe bien entendu là où des communautés aborigènes vivent aujourd’hui. » Pour elle, sa description renforce des stéréotypes sur les Aborigènes, contient des scènes « offensantes », notamment la scène de viol, et fait écho au mythe du bon sauvage.

## Éditions
- Éditions Gallimard, 2012  (ISBN 978-2070136629).